# James Monroe Tomb
Das James Monroe Tomb ist das Grabmal für den früheren amerikanischen Präsidenten James Monroe und steht auf dem Hollywood Cemetery in Richmond, Virginia. Es hat als Baudenkmal nationaler Bedeutung den Status einer National Historic Landmark.

## Baubeschreibung
Das gusseiserne Grabmal und seine unmittelbare Umgebung werden von einem niedrigen Mauerring abgesteckt. Das James Monroe Tomb hat eine käfigähnliche Form und eine rechteckige Grundfläche von knapp 4 × 2,75 m. Es ist in üppiger Neogotik ausgestaltet und steht auf einem Hügel, der den James River überblickt. Die Gitterwände des Grabmals haben die Form von Lanzettfenstern, wobei die längeren Frontfassaden jeweils zwei flankierende Lanzettbögen haben, die etwas niedriger sind. Der mittlere Lanzettbogen hat im obersten Feld eine Fensterrosenform, unter der sich drei Spitzbögen öffnen. Seitlich haben die Gitterwände schmale Säulchen, die einen kleinen Tabernakel tragen. Das Dach ist ein offener und gekrümmter Spitzbogenbaldachin. Im Inneren steht der einfache Sarkophag James Monroes, der aus Granit gearbeitet ist.
Der Architekt Albert Lybrock (1827–1886), ein gebürtiger Deutscher, nutzte Gusseisen als Baumaterial für das James Monroe Tomb, da die üppige neogotische Formengebung im Stil von offenen Maßwerkfenstern bei einem der Witterung ausgesetzten Objekt mit Stein nicht möglich war. Die gusseisernen Bauteile fertigte Wood and Perot in Philadelphia. Was das Baumaterial und die Formengebung angeht, stand Lybrock unter dem stilistischen Einfluss größerer Bauprojekte mit Gusseisen wie zum Beispiel der Kuppel des United States Capitols, die kurz zuvor fertiggestellt worden war.

## Geschichte
Monroe wurde am 7. Juli 1831 – drei Tage nach seinem Tod – in New York City auf dem New York Marble Cemetery bestattet. Im Jahr 1856 wurden in New York Pläne diskutiert, ihm ein Grabmal zu errichten. Vor diesem Hintergrund fragte der Gouverneur von New York seinen virginischen Amtskollegen Henry A. Wise, ob Virginia als Heimat von Monroe nicht an einer Verlegung der Grabstätte des früheren Präsidenten interessiert sei. Als die Virginia General Assembly Gelder für diese Unternehmung bewilligte, wurden die sterblichen Überreste Monroes auf dem Dampfschiff Jamestown von einem New Yorker Regiment nach Richmond begleitet. Dort wurden die Gebeine 1858 auf dem Hollywood Cemetery beigesetzt. Bei der feierlichen Bestattungszeremonie waren die Gouverneure von Virginia und New York zugegen. Im Jahr darauf war der Bau der James Monroe Tomb abgeschlossen.
Am 12. November 1969 wurde das James Monroe Tomb als Contributing Property des Historic Districts Hollywood Cemetery im National Register of Historic Places (NRHP) eingetragen. Am 11. November 1971 erhielt das Grabmal den Status einer National Historic Landmark, womit die Aufnahme als eigenständiges Baudenkmal in das NRHP verbunden war.
In Richmond, wo das Grabmal unter dem Spitznamen „birdcage“ (deutsch: „Vogelkäfig“) bekannt ist, begann kurz vor dem 200. Jahrestag von Monroes Wahl zum Präsidenten die Restaurierung des gusseisernen Gehäuses. Dabei wurde unter anderem die ursprüngliche hellere Färbung wiederhergestellt. Für diese bis zum Jahr 2017 abgeschlossene Baumaßnahme wurde das Grabmal mit Ausnahme des Sarkophags abgebaut und in eine Werkstätte im Süden Richmonds transportiert. Hier fand die eigentliche Restaurierung statt.